# Джака Іхбейшех
Джака Іхбейшех (араб. جاكا حبيشة, нар. 29 серпня 1986, Любляна) — словенський і палестинський футболіст, півзахисник клубу «Крка» і національної збірної Палестини. Автор першого в історії голу цієї збірної в рамках фінальних частин Кубка Азії. 

## Клубна кар'єра
Народився 1986 року в Любляні в родині словенки і палестинця. Невдовзі родина розпалася і батько повернувся до Палестини, а Джака лишився в Словенії, де згодом почав займатися футболом. У дорослому футболі дебютував 2005 року виступами за команду клубу «Інтерблок», в якій провів два сезони, взявши участь у 16 матчах чемпіонату. 
Згодом з 2007 по 2009 рік грав у складі команд клубів «Слован» (Любляна), «Крка», «Алюміній» та «Кршко».
Своєю грою за останню команду привернув увагу представників тренерського штабу клубу «Примор'є», до складу якого приєднався 2009 року. Відіграв за команду з Айдовщини наступні два сезони своєї ігрової кар'єри. Більшість часу, проведеного у складі «Примор'є», був основним гравцем команди.
Протягом 2011—2013 років захищав кольори клубів «Рудар» (Веленє) та «Домжале».
До складу клубу «Крка» приєднався 2013 року. Відтоді встиг відіграти за команду з Ново Место 47 матчів в національному чемпіонаті.

## Виступи за збірну
У 2014 році погодився на рівні збірних захищати кольори батьківщини батька і дебютував в офіційних матчах у складі національної збірної Палестини. Наразі провів у формі головної команди країни 4 матчі, забивши 1 гол.
У складі збірної був учасником першого для неї розіграшу кубка Азії з футболу 2015 року в Австралії. У грі другого туру проти збірної Йорданії став автором першого голу своєї команди на континентальних першостях, щоправда, на той момент гри палестинці вже поступалися з рахунком 0:5.